# Charles Keenja
Charles Ndiliana Ruwa Keenja  (* 24. Dezember 1940) ist ein tansanischer Politiker der Chama Cha Mapinduzi (CCM), der unter anderem zwischen 2000 und 2005 Minister für Landwirtschaft und Nahrungssicherung war.

## Leben
Keenja ist Mitglied der Partei der Revolution CCM (Chama Cha Mapinduzi) und war als Principal Secretary oberster Beamter des Ministeriums für Kommunalverwaltung und genossenschaftliche Entwicklung. Danach war er vom 5. Juli 1996 bis zum 31. Januar 2000 Vorsitzender der Stadtkommission von Daressalam und damit de facto Bürgermeister. Für seine Verdienste um die Entwicklung der Stadt wurde ihm 2000 ein Ehrenpreis des Programms der Vereinten Nationen für menschliche Siedlungen UN-HABITAT (UN-Habitat Scroll of Honour Award) verliehen.
2000 wurde er Minister für Landwirtschaft und Nahrungssicherung im Kabinett von Premierminister Frederick Sumaye und übte dieses Amt bis zum Ende von Sumayes Amtszeit am 30. Dezember 2005 aus, woraufhin Joseph Mungai im Januar 2006 sein Nachfolger wurde. Als Landwirtschaftsminister war er zudem Delegierter Tansanias bei der in Rom ansässigen Ernährungs- und Landwirtschaftsorganisation der Vereinten Nationen (FAO). Am 29. Oktober 2000 wurde er als Kandidat der CCM erstmals zum Mitglied der Nationalversammlung gewählt, in der er bis zum 30. Oktober 2010 den Wahlkreis Ubungo vertrat. Während seiner Parlamentszugehörigkeit war er Mitglied des Ausschusses für Landwirtschaft und ländliche Entwicklung.

## Archivversion
1. ↑  grassroots development, DIANE Publishing, ISBN 1-4289-0979-6, S. 168
2. ↑  Statement on the occasion of the Dinner hosted by the University of Dar es Salaam at the Royal Palm Hotel Dar es Salaam
3. ↑  FAO Delegates (2004)
4. ↑  Parliamentary Agriculture and Land Development Committee

| Personendaten    | Personendaten                                      |
| ---------------- | -------------------------------------------------- |
| NAME             | Keenja, Charles                                    |
| ALTERNATIVNAMEN  | Keenja, Charles Ndiliana Ruwa (vollständiger Name) |
| KURZBESCHREIBUNG | tansanischer Politiker                             |
| GEBURTSDATUM     | 24. Dezember 1940                                  |